# 소녀더와일즈
《소녀더와일즈》는 《은밀하게 위대하게》의 작가 훈(글)과 《열아홉 스물하나》의 작가 (그림)가 네이버에 매주 일요일에 연재했던 웹툰이다.
- 송재구 : 와일즈고를 다니는 유일한 남학생. 싸움을 못했지만 이문영과 최달달, 퀸의 도움을 받아 조금은 할줄 알게 되었다. 예전 중학교 시절에 왕따를 당했다. 가난한 집안에 의해 어린 두 동생과 겨우겨우 생계를 유지하며 살고있다.
- 송재형 : 송재구의 남동생이다. 유치원에 다닌다.
- 송재솜 : 송재구의 여동생이다. 유치원에 다닌다.
- 최달달 : 태권도부 부장이며 와일즈고의 S랭커이다. 송재구를 좋아하며 애정 표현을 많이 한다. 본인의 말로는 예쁜 어린이 대회에서 예쁜 입술 상을 받을 만큼 입술이 예쁘다고 한다. 어머니가 요리연구가여서 요리를 잘 한다. '마음만 먹으면 퀸을 이길수 있다' 라던지 '퀸을 이길수 있는 사람은 최달달 뿐'이라는 말들이 있다. 퀸이 떠나고 최달달은 납치를 당하지만 송재구 덕에 빠져나온다.
- 이문영 : 권투 집안의 딸이면서 와일즈고의 S랭커이다. 복싱부 주장이다. 송재구에게 싸우는 방법을 알려주었다. 한때 송재구에게 작전을 수행해 이사장에게 소녀다움 점수를 받으려고 하였지만 포기하였다. 아버지는 권투장 관장으로 같이 살고 있지만, 어머니는 이혼을 하고 현재는 무엇을 하고 있는지 불명.
- 퀸 : 대기업 yk그룹 회장의 손녀이며 와일즈고의 s랭커이다. 지금은 송재구를 좋아하고 있지만 티를 잘 못내고 어색해한다. 초반에는 싫어하는 눈치였다가 점차 좋아하게 된다. 본명은 윤인귀.
- 김혜신 : 구라고 2학년 복싱부이며, 와일즈 리그에서 2연속 1위를 지켜왔지만 퀀에게 밀려 지게 됐다. 뛰어난 복싱 실력을 갖추고는 있지만, 경기 도중의 욕설은 독자들의 비판을 크게 만들었다. 김혜성이라는 2살 차의 오빠가 있다.
- 이미남 : 구라고 1학년 복싱부이며, 라이트 헤비급 신인상이다. 김혜신을 이해해 주는걸 보면 김혜신을 좋아하는 것 같다. 최달달에게 인정받은 몸과 미래의 발전성을 갖추고 있다.